# Julia Schaefer
Julia Schaefer (* 3. Juli 1996 in Caracas, Venezuela) ist eine deutsche Volleyballspielerin.

## Karriere
Julia Schaefer spielte zunächst Tennis und seit dem zehnten Lebensjahr Volleyball in ihrer Heimat beim TSV Bayer 04 Leverkusen. 2011 kam sie ins Volleyball-Internat des USC Münster, wo sie zunächst im Nachwuchsteam in der Zweiten Bundesliga Nord spielte. Seit 2013 stand die Außenangreiferin im Bundesligakader. 2015 war sie in den Ranglisten des deutschen Volleyballs die Aufsteigerin des Jahres. Wegen einer Knieoperation fiel Schaefer für die komplette Bundesliga-Saison 2015/16 aus. 2016 wechselte sie zum Vizemeister Allianz MTV Stuttgart, mit dem sie gleich den VBL-Supercup gewann. In der Saison 2018/19 wurde Schaefer mit Stuttgart Deutsche Meisterin. Zur Saison 2019/20 wurde sie von Allianz MTV Stuttgart an NawaRo Straubing ausgeliehen, mit dem sie sich erstmals in der Vereinsgeschichte einen PlayOff Platz erspielte. Am 9. April 2020 verkündete die Spielerin ein verletzungsbedingtes Ende ihrer Profi-Karriere. Von 2020 bis 2024 spielte Schaefer beim Drittligisten TSV Georgii-Allianz Stuttgart.
2013 wurde Julia Schaefer mit der deutschen Jugend-Nationalmannschaft Siebte bei den U18-Europameisterschaften und mit der Juniorinnen-Nationalmannschaft Achte bei den U23-Weltmeisterschaften. 2015 hatte sie einen Einsatz in der A-Nationalmannschaft.
Julia Schaefers Vater Dirk war Volleyball-Nationalspieler und wurde mit Bayer Leverkusen zweimal Deutscher Meister.